# 시루 엔히키 아우베스 페헤이라 이 시우바
시루 엔히키 아우베스 페헤이라 이 시우바(영어: Ciro Henrique Alves Ferreira e Silva, 1989년 4월 18일 ~ )는 브라질의 축구 선수로, 포지션은 윙어이다. 현재 타이 리그1 촌부리 FC 소속이다. 2015년 7월 제주 유나이티드에 입단했었다. K리그 등록명은 시로이다. 브라질 U-20 축구 국가대표팀 일원으로 2009년 FIFA U-20 월드컵에 출전하였다.